# The Chosen (canción)
The Chosen es junto a «Virtual diva» el primer sencillo de cortometraje de iDon, tercer álbum de estudio del cantante de reguetón, Don Omar. En este tema prácticamente se da a conocer la razón por la cual Don Omar titula Idon a su nuevo proyecto. Don Omar declaró en su portal web que el tema es un claro ejemplo de lo que le paso a el en la música, un cambio radical.